# Nampabius cantabrigensis
Nampabius cantabrigensis är en mångfotingart som först beskrevs av Frederik Vilhelm August Meinert 1885.  Nampabius cantabrigensis ingår i släktet Nampabius och familjen stenkrypare. Inga underarter finns listade i Catalogue of Life.